# (4458) Oizumi
(4458) Oizumi est un astéroïde de la ceinture principale.

## Description
(4458) Oizumi est un astéroïde de la ceinture principale. Il fut découvert le 21 janvier 1990 à Yatsugatake par Yoshio Kushida et Osamu Muramatsu. Il présente une orbite caractérisée par un demi-grand axe de 2,44 UA, une excentricité de 0,15 et une inclinaison de 4,3° par rapport à l'écliptique.

## Compléments